# Emir Kasprzycki
Emir Dariusz Kasprzycki (ur. 27 lutego 1971 r. w Zabrzu) – polski ekonomista, socjolog i teolog, od 2022 wiceprezes Konsystorza Kościoła Ewangelicko-Augsburskiego w Polsce.

## Życiorys
Urodzony w Zabrzu. Absolwent studiów ekonomicznych (1999) i socjologicznych (2011). W 2018 roku otrzymał stopień naukowy doktora nauk teologicznych na podstawie rozprawy pt. "Współpraca Kościoła Ewangelicko-Augsburskiego i Kościoła Ewangelicko-Reformowanego w Polsce w latach 1945-2012", której promotorem był prof. dr hab. Tadeusz Zieliński.
Około 20 lat pracował w sektorze bankowym. Prowadził także dział sprzedaży w radiu. 
Od 2013 roku związany z branżą turystyczną, od 2018 prowadzi własne biuro podróży Emir Travel. 

## Służba kościelna
Członek parafii w Zabrzu. W 2011 roku został wybrany delegatem diecezji katowickiej do Synodu Kościoła (XII Kadencja). W 2016 ponownie wybrany do Synodu XIV kadencji, w latach 2016-2022 członek Komisji Rewizyjnej Synodu Kościoła. 23 kwietnia 2022 wybrany na wiceprezesa Konsystorza, stanowisko to objął następnego dnia.